# 中央军委法制局
中央军委办公厅法制局，是中央军委领导全军法制建设的办事机构，是归口管理全军法制工作的职能部门，设在中央军委办公厅，业务上直接向中央军委负责。

## 简介
1988年5月4日，中央军委决定成立中央军委法制局，并于1988年6月8日正式下发《关于成立中央军委法制局的通知》。该通知规定中央军委法制局的主要任务为：
- 编制国防立法和军事立法规划；
- 计划，组织有关部门实施；
- 协助全国人大常委会法制工作委员会、国务院法制局做好国防立法和军事立法方面的协调工作；
- 组织起草某些重要法规；
- 检查监督军队法规执行情况；
- 组织清理军事法规、汇编、编纂军事法规；
- 培训军队法制干部；
- 组织研究军事法学理论，开展学术交流；
- 办理中央军委交办的其他事项。

该通知还规定各总部、各军兵种编配法制秘书，负责本系统有关法制行政工作。
中央军委法制局设在中央军委办公厅，未被列入全军政法领导小组（后改为全军政法委员会）系统。
2016年，在深化国防和军队改革中，中央军委法制局继续设在新的中央军委办公厅。

## 历任领导
| 局长 1. 图们·毕利格图 少将（1988年—1990年） 2. 杨福坤 少将（1990年—？） 3. 高遐明 少将（？—2007年） 4. 宋 丹 少将（2007年—2012年） 5. 王黎红 少将（2012年—2014年） 6. 丁向荣 少将（2014年—2018年1月） | 副局长 …… - 朱阳明 少将（？—？） - 朱建业 少将（？—？） - 宋 丹 少将（？—2007年） - 王黎红 少将（？—2012年） - 丁向荣 大校（？—2014年） - 陆玉 大校（2013年—） - 赵东斌 |